# Bernard Arnaud
Bernard Arnaud  (Perpinyà, 20 d'agost del 1768 - Perpinyà, 26 de gener del 1839) va ser un polític rossellonès, alcalde de Perpinyà (1809-1813) i diputat a l'Assemblea Nacional pel departament dels Pirineus Orientals (1815-1816).

## Biografia
Era fill d'advocat i de família ennoblida el 1774, per la qual cosa reclamava el cognom d'Arnaud. Va ser elegit conseller municipal de Perpinyà el 1804, membre del Consell General el 1806 i alcalde de Perpinyà el 1809. Com a alcalde se li deu haver iniciat el 1809 una plantació de plàtans en terrenys de l'exèrcit, que amb el temps esdevindria el popular "Passeig dels Plàtans" perpinyanenc.
Nomenat president del col·legi electoral de l'arrondissement de Ceret el 1815, al mateix any en va sortir elegit diputat, per 106 de 118 votants (sobre un total de 179 inscrits). Va ser diputat del 22 d'agost del 1815 fins al 5 de setembre del 1816, i tingué un paper força discret a la cambra, on segué amb la minoria moderada.
Nomenat conseller de prefectura dels Pirineus Orientals el 1813, als setanta anys es jubilà en el càrrec, el 19 de setembre del 1838. Va ser distingit amb el títol de cavaller de la Legió d'Honor el 1814. Tingué dues filles: Marie-Thérèse, que es casà amb Charles Desprès, fill d'un alcalde de Perpinyà del 1807 al 1809) i Joséphine, que es casà amb Eugène Jouy d'Arnaud, també alcalde de Perpinyà (1855-1862).